# Xian de Jianhu
Le xian de Jianhu (建湖县 ; pinyin : Jiànhú Xiàn) est un district administratif de la province du Jiangsu en Chine. Il est placé sous la juridiction de la ville-préfecture de Yancheng.

## Démographie
La population du district était de 796 558 habitants en 1999.